# Sportsklubben Freidig
Lo Sportsklubben Freidig è una società calcistica norvegese con sede nella città di Trondheim. Milita nella 5. divisjon, sesto livello del campionato norvegese.

## Storia
Il club fu fondato nel 1903. Il club vinse il campionato 1947-1948. Rimase nella massima divisione norvegese fino al campionato 1954-1955, quando arrivò la retrocessione. Fu nuovamente promosso per la Hovedserien 1958-1959, retrocedendo nuovamente al termine della stagione e non riuscendo più a tornare nel massimo campionato.

## Giocatori

### Il Freidig e le Nazionali di calcio
Lista dei calciatori che hanno giocato per la Nazionale norvegese mentre militavano nelle file del Freidig.
- Gunnar Dahlen
- Gunnar Dybwad
- Arne Legernes
- Thor Moxnes
- Jann Sørdahl

## Palmarès

### Competizioni nazionali
- Campionato norvegese: 1

1947-1948

### Altri piazzamenti
- Coppa di Norvegia:

Semifinalista: 1948